# Andreea Voicu
Andreea Voicu (* 12. Januar 1996 in Râmnicu Vâlcea) ist eine rumänische Fußballspielerin.

## Karriere

### Verein
Voicu begann ihre Karriere in der Academia fotbal feminin Olimpia, der Jugendakademie des CFF Olimpia Cluj. Zur Saison 2011/12 wurde sie in den Liga-I-Feminin-Kader des CFF Olimpia Cluj befördert und holte mit der Mannschaft auf Anhieb das Double.

### Nationalmannschaft
Voicu gab im Alter von nur 16 Jahren ihr A-Länderspiel Debüt am 21. Juni 2012 in der Qualifikation zur Fußball-Europameisterschaft der Frauen 2013 gegen die Schweizer Fußballnationalmannschaft der Frauen.